# Spanische Mannschaftsmeisterschaft im Schach 1987
Die spanische Mannschaftsmeisterschaft im Schach 1987 war die 31. Austragung dieses Wettbewerbes und wurde mit 24 Mannschaften ausgetragen. Meister wurde der Titelverteidiger CE Vulcà Barcelona.

## Modus
Die 24 teilnehmenden Mannschaften spielten acht Runden im Schweizer System, die ersten Fünf qualifizierten sich direkt für die Endrunde der spanischen Mannschaftsmeisterschaft 1988. Gespielt wurde an vier Brettern, über die Platzierung entschied die Anzahl der Brettpunkte (ein Punkt für einen Sieg, ein halber Punkt für ein Remis, kein Punkt für eine Niederlage). 

## Termine und Spielort
Das Turnier wurde in Monzón ausgetragen.

## Abschlusstabelle
| Pl. | Verein                 | Sp | Brett-P.  |
| --- | ---------------------- | -- | --------- |
| 01. | CE Vulcà Barcelona (M) | 8  | 23,0:9,0  |
| 02. | Caja de Canarias       | 8  | 22,0:10,0 |
| 03. | UGA Barcelona          | 8  | 21,5:10,5 |
| 04. | P.E. Centelles         | 8  | 19,5:12,5 |
| 05. | CAC Labradores Sevilla | 8  | 18,0:14,0 |
| 06. | Asociación Barcinona   | 8  | 18,0:14,0 |
| 07. | Club 24                | 8  | 17,5:14,5 |
| 08. | CA Marlaska            | 8  | 17,0:15,0 |
| 09. | CA Centro-Goya         | 8  | 17,0:15,0 |
| 10. | Club de Regatas        | 8  | 17,0:15,0 |
| 11. | GC Covadonga           | 8  | 16,5:15,5 |
| 12. | CA Caja Alicante       | 8  | 16,5:15,5 |
| 13. | Cassa Menorca          | 8  | 16,0:16,0 |
| 14. | Ensidesa               | 8  | 15,5:16,5 |
| 15. | Circulo Mercantil      | 8  | 15,5:16,5 |
| 16. | Casino de Salamanca    | 8  | 15,0:17,0 |
| 17. | C.A. Alekhine          | 8  | 15,0:17,0 |
| 18. | Circulo Pacense        | 8  | 15,0:17,0 |
| 19. | Stadium Casablanca     | 8  | 14,5:17,5 |
| 20. | C.A. Jaque             | 8  | 14,0:18,0 |
| 21. | Casino del Real        | 8  | 13,5:18,5 |
| 22. | Casino de Archena      | 8  | 13,0:19,0 |
| 23. | C.P. La Roda           | 8  | 9,5:22,5  |
| 24. | C.D. Larre             | 8  | 4,0:28,0  |

### Entscheidungen
|     | spanischer Mannschaftsmeister: CE Vulcà Barcelona |
|     | qualifiziert für die Endrunde der spanischen Mannschaftsmeisterschaft 1988: CE Vulcà Barcelona, Caja de Canarias, UGA Barcelona, P.E. Centelles, CAC Labradores Sevilla |
| (M) | Titelverteidiger |

## Die Meistermannschaft
| 1.            | CE Vulcà Barcelona |
| Schachfiguren | Orestes Rodríguez Vargas, Miguel Illescas Córdoba, Juan Manuel Bellón López, Ángel Martín González, Antonio Medina García, Juan L. Fernández. |